# علم كولومبيا
أعتمد علم كولومبيا في 26 تشرين الثاني - نوفمبر من سنة 1863 ويتكون العلم الكولومبي من ثلاثة أشرطة أفقية غير متساوية من ألوان الأصفر والأزرق والأحمر بنسبة 2:1:1 حيث تبلغ نسبة الشريط الأصفر العلوي في العلم الكولومبي 50% وبينما تبلغ نسبة الشريطين الأزرق المركزي والأحمر السفلي هي 50% من العلم الكولومبي.

## مواصفات العلم
نسبة الشرائط الأفقية (من الأعلى عبر الأوسط إلى الأسفل) المكونة من ثلاثة ألوان: الأصفر والأزرق والأحمر هي 2:1:1. علم كولومبيا، وعلم إكوادور، وعلم فنزويلا جميعها مستمدة من علم كولومبيا الكبرى. تختلف خطوط العلمين الكولومبي والإكوادوري عن معظم الأعلام ثلاثية الألوان الأخرى لأن أحجامها غير متساوية. على النقيض من ذلك، يُعد علم فنزويلا ثلاثي الألوان أكثر تقليدية نظرًا لتساوي أحجام شرائطه.

## معنى ألوان العلم
- الأصفر: يرمز إلى ثروات الرواسب المعدنية في كولومبيا كما يرمز كذلك إلى قارة أمريكا الجنوبية.
- الأزرق: يرمز إلى المحيط الهادئ والبحر الكاريبي.
- الأحمر: يرمز إلى دماء الكولومبيين الذين ضحوا من أجل استقلال بلادهم عن الاستعمار الإسباني.

## أعلام تاريخية

العلم الاستعماري لغرناطة الجديدة القشتالية مابين عامي 1506 – 1716.
العلم الاستعماري لغرناطة الجديدة الإسبانية مابين عامي 1716 – 1785.
العلم الاستعماري لغرناطة الجديدة الإسبانية مابين أعوام 1785 – 1811 و1816 – 1822.
علم مقاطعات غرناطة المتحدة مابين 27 تشرين الثاني من سنة 1811 إلى 14 تموز من سنة 1814.
العلم الثاني لمقاطعات غرناطة المتحدة مابين عامي 1814 - 1816.
علم كولومبيا الكبرى مابين عامي 1819 - 1820.
علم كولومبيا الكبرى مابين عامي 1820 - 1821.
علم كولومبيا الكبرى مابين عامي 1821 - 1830.
علم جمهورية غرناطة الجديدة مابين عامي 1830 - 1834.
علم جمهورية غرناطة الجديدة مابين 9 أيار من سنة 1834 إلى 22 أيار من سنة 1858.
علم الكونفدرالية الغرناطية (بالأسبانية Confederación Granadina) مابين 22 أيار من سنة 1858 إلى 26 تموز من سنة 1861.
علم الولايات المتحدة الكولومبية مابين 26 تموز إلى 26 تشرين الثاني من سنة 1861.